# Jaxartosaurus
Jaxartosaurus ist ein wenig bekannter Dinosaurier aus der Familie der Hadrosaurier, der nur durch eine einzelne Schädeldecke inklusive Hirnschädel bekannt ist. Einzige gültige Art ist Jaxartosaurus aralensis. Die zweite beschriebene Art J. fuyunensis gilt als Nomen dubium. 
Jaxartosaurus hatte ein verkürztes, seitlich gewölbtes Stirnbein. Das Stirnbein, die Präfrontale und das Tränenbein waren gerillt um, wie bei anderen Hadrosauriern, eine Basis für das Nasenbein zu bilden. Das Stirnbein war nicht Teil der vorderen Begrenzung der Augenhöhle. Der für Hadrosaurier typische Schädelkamm war extrem kurz.